# Сантар (Аркуш-де-Валдевеш)
Сантар (порт. Santar) — район (фрегезия) в Португалии, входит в округ Виана-ду-Каштелу. Является составной частью муниципалитета Аркуш-де-Валдевеш. По старому административному делению входил в провинцию Минью. Входит в экономико-статистический субрегион Минью-Лима, который входит в Северный регион. Население составляет 153 человека на 2001 год. Занимает площадь 0,90 км².
Покровителем района считается Дева Мария (порт. Nossa Senhora da Luz).